# Nečtinští z Bubnu
Nečtinští z Bubnu jsou jednou z rytířských linií mnohem známějších rytířů (často i jen vladyků) Benedů z Nečtin. Ti rodové jméno Beneda přijali k původnímu přídomku z Nečtin až kolem poloviny 15. století. Stalo se tak v upomínku na pana Benedu z Nečtin, který byl věrným stoupencem císaře Zikmunda Lucemburského. Jméno Nečtinský z Bubna je moderní formou jména rodu, kterou používají především dnešní historici. Sami příslušníci rodiny se psali ve své době jako z Nečtin či po jiných svých sídlech, jak je níže osvětleno.  

## Historie
Prvním známým příslušníkem rodu rytířů z Nečtin byl vladyka Předota z Nečtin, vyskytující se v pramenech již na konci 12. století. Další členové rodu vlastnili různé statky po celém království a rod tak rozšířili do mnoha českých regionů. Kolébkou rodu z Nečtin bylo městečko Nečtiny nedaleko Manětína v západních Čechách na Žluticku. 
Hrad Buben, podle něhož se naše linie začala psát, získal rod  těsně před rokem 1379 (zřejmě) od rytířů Bubnů z Hrádku, kteří byli předky známých hrabat z Bubna a Litic. Tak se hrad Buben stal v poslední třetině 14. století hlavní rezidencí rodiny rytíře Heřmana z Nečtin, který se psal někdy podle své původní tvrze Jeřeň jako Heřman z Jeřeně. 
V následném období po zisku Bubnu se členové rodu psali střídavě jako z Nečtin, z Bubnu, z Hrádku (což bylo alternativní jméno pro hrad Buben) nebo podle svého staršího sídla jako rytíři z Jeřeně. 
Hrad Buben i s panstvím si Nečtinští z Bubnu (přes různé peripetie v době husitské) udrželi až do roku 1471, tj. po zhruba sto let. Rodina vymřela po meči již roku 1431 Heřmanovým synem Ivanem z Nečtin či také z Bubnu (ten byl tehdy zřejmě zavražděn). Po přeslici odešla rodina z dějin kolem roku 1483 Ivanovou jedinou dcerou a dědičkou Jitkou z Nečtin. 
Rodina Nečtinských z Bubnu zůstala za husitských válek katolickou a byla oporou katolického panstva v západních Čechách. Přesto se nikdy nedopracovala k většímu významu a věhlasu a zůstala v řadách průměrných (středně bohatých) rytířských rodin té doby. Jejich blízcí příbuzní Benedové z Nečtin vymřeli teprve v roce 1808.

## Příbuzenské svazky
Sňatky byli Nečtinští z Bubnu spřízněni s rodem rytířů z Hrádku na hradě Lopata, s rytíři z Kornatic, s pány (tehdy ještě s rytíři) z Roupova, s pány z Volfštejna a dalšími (převážně rytířskými) rody.

## Erb
Rod z Nečtin a poté i Nečtinských z Bubnu nosil zřejmě v modrém štítu na zlatém pokoseném pruhu znamení šípu neboli střely. Šíp měl být obvykle modrý, ukončený dvěma stabilizujícími červenými křidélky. Ještě v 15. století však barva štítu nebyla vždy modrá a kolísala, vyskytovala se např. barva červená, jako tomu bylo v polovině 15. století u jednoho Nečtinského, který držel panství Mašťov v Doupovských horách. Teprve mnohem později se barvy ustálily na výše jmenované. Rodina z Nečtin má společné předky s významným středověkým rodem pánů Bavorů ze Strakonic, jenž používal velmi podobné erbovní znamení (ve zlatém poli modro-červený šíp s bílými křidélky), a který také odvouzoval svůj původ z Nečtin u Manětína.